# Fort Worth Water Gardens

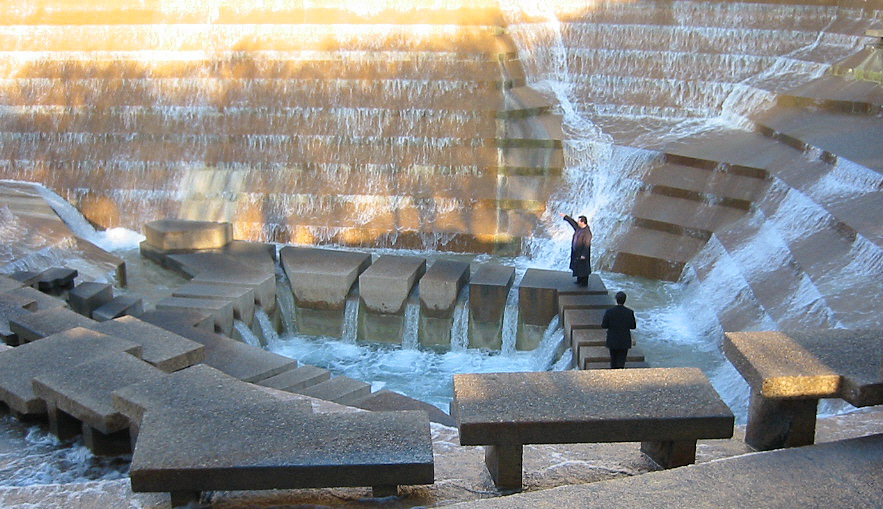
De active pool

De Fort Worth Water Gardens liggen naast het Fort Worth Convention Center in de Texaanse stad Fort Worth. Het park beslaat 1,7 hectare en beschikt over drie grote postmoderne fonteinen.
Een van de fonteinen is de Active pool. Hier valt het water naar beneden in een 11 meter diepe vijver. Er loopt een wandelpad doorheen zodat de bezoekers zich midden in het watergeweld kunnen begeven.
Verder zijn er 500 verschillende planten en bomen in het park te vinden. In 2006 werden de Water Gardens gerenoveerd.

## Trivia
- Een scène uit de film Logan's Run werd in de Active pool opgenomen.
- In 2004 verdronken vier mensen in dezelfde Active pool.